# Jonathan Chimier
Jonathan James Chimier (* 6. August 1982) ist ein mauritischer Leichtathlet, der hauptsächlich als Weitspringer in Erscheinung tritt. Sein größter Erfolg ist der Sieg bei den Afrikameisterschaften 2004 in Brazzaville mit einem Sprung von 8,06 m bei Windstille. Er hält mit 8,28 m den mauritischen Rekord im Weitsprung. Bei einer Größe von 1,75 m beträgt sein Wettkampfgewicht 70 kg. Sein Verein ist Racing Cf Paris.
Bei den 1. Jugendweltmeisterschaften (U18) 1999 in Bydgoszcz wurde er Fünfter. Im selben Jahr belegte er bei den afrikanischen Juniorenmeisterschaften den zweiten Platz. Im Jahr 2000 gewann er bei den Landesmeisterschaften auf Mauritius  sowohl im 100-Meter-Lauf in 10,72 s als auch im Weitsprung mit 7,02 m. 2001 in Kanada gewann er die Weitsprungkonkurrenz bei den Jeux de la Francophonie, dem französischsprachigen Pendant zu den Commonwealth Games. 2001 gewann er auch bei den afrikanischen Juniorenmeisterschaften auf Mauritius den Weitsprung und die 4-mal-100-Meter. 2003 gewann er im Weitsprung die Bronzemedaille bei den Indian Ocean Island Games in Reduit auf Mauritius. Bei seiner einzigen Olympiateilnahme 2004 in Athen erreichte er das Finale als erster Sportler aus Mauritius, dem dies in der olympischen Geschichte gelang und wurde mit 8,03 m Zehnter. Mit seiner Bestleistung von 8,28 m in der Qualifikation hatte er in Athen einen neuen mauritischen Rekord aufgestellt. 2005 gewann er die Weitsprungkonkurrenz des Sparkassen-Cups in der Stuttgarter Hanns-Martin-Schleyer-Halle. Bei den Afrikameisterschaften 2008 in Addis Abeba erhielt er mit seinen 7,99 m eine Silbermedaille. Es gewann Yahya Berrabah.
Sein Trainer ist Victor Kuzin. Jonathan Chimiers Bestleistung im 100-Meter-Lauf liegt bei 10,36 s, aufgestellt am 27. März 2009 in Bamako. In der Halle liegt seine Bestweite im Weitsprung bei 8,05 m, die er am 22. Februar 2004 in Aubière sprang und im 60-Meter-Lauf bei 6,68 s vom 23. Februar 2003 aus Moskau. Beide Hallenleistungen waren mauritischer Rekord.